# 李脩琦
李脩琦（?—?），《旧唐书》作李循琦，唐朝宗室，唐高祖的孙子，滕王李元婴的长子。
文明元年（684年），李元婴去世，李脩琦承嗣，封长乐郡王。他一共十七个弟弟，都封为公爵。垂拱年间，李脩琦兄弟六人，被诬陷进入诏狱，死在狱中。唐中宗神龙初年，唐中宗封李脩琦之弟李脩琂的儿子李涉嗣滕王。